# Trifluorometanol
Trifluormetanol – organiczny związek chemiczny z grupy alkoholi, trifluorowa pochodna metanolu. Jest to bezbarwny gaz, niestabilny w temperaturze pokojowej.
- temperatura topnienia: −82 °C
- temperatura wrzenia: −20 °C (ekstrapolowana)[1]

Jak wszystkie pierwszo- i drugorzędowe perfluoroalkohole trifluorometanol podlega eliminacji w reakcji endotermicznej, rozkładając się na fluorowodór i fluorek karbonylu.
CF
3OH ⇄ COF
2 + HF      ΔHR ≈ 30 kcal/mol
W temperaturach w zakresie −120 °C można syntetyzować trifluorometanol z CF
3OCl i chlorowodoru
CF
3OCl + HCl → CF
3OH + Cl
2
W tej reakcji rekombinacja dodatnio naładowanego chloru w CF
3OCl i ujemnie naładowanego w chlorowodorze prowadzi do powstania chloru pierwiastkowego. Zbędne reagenty i produkty uboczne: chlor, chlorowodór i chlorotrifluorometan można usunąć przez odpompowanie w −110 °C. Otrzymany trifluorometanol ma punkt topnienia w −82 °C i obliczony punkt wrzenia w −20 °C. Wrzenia następuje więc w temperaturze o 85 stopni niższej niż dla metanolu. Można to wytłumaczyć brakiem wiązań wodorowych H⋯F, niewidocznych też w obrazie spektroskopii IR.